# طوني سيريكو
طوني سيريكو (بالإنجليزية: Tony Sirico)‏ هو ممثل تعبيري وممثل أمريكي، ولد في 29 يوليو 1942 ببروكلين في الولايات المتحدة.

## أعمال

### أفلام
- (1990) الأصدقاء الطيبون[7]
- (1994) رصاص في برودواي[8][9]
- (1995) أفروديت القوية[10]
- (1998) شهرة[11]

### مسلسلات
- آل سوبرانو
- تشاك

## وصلات خارجية
- طوني سيريكو على موقع IMDb (الإنجليزية)
- طوني سيريكو على موقع الموسوعة البريطانية (الإنجليزية)
- طوني سيريكو على موقع روتن توميتوز (الإنجليزية)
- طوني سيريكو على موقع ألو سيني (الفرنسية)
- طوني سيريكو على موقع أول موفي (الإنجليزية)
- طوني سيريكو على موقع قاعدة بيانات الأفلام السويدية (السويدية)
- طوني سيريكو على موقع قاعدة بيانات الأفلام السويدية (السويدية)
- طوني سيريكو على موقع إن إن دي بي (الإنجليزية)
- طوني سيريكو على موقع قاعدة بيانات الفيلم (الإنجليزية)
- طوني سيريكو على موقع كينوبويسك (الروسية)